# Silversea Cruises
Silversea Cruises es una línea de cruceros de lujo fundada en 1994 en Mónaco. Fue pionera en los cruceros todo incluido con su primer barco, el Silver Cloud.
Los cofundadores, propietarios y operadores de Silversea Cruises son la familia Lefebvre de Roma, Italia. Permanecerán en la junta ejecutiva de la línea de cruceros bajo la propiedad de Royal Caribbean Group. A principios de 2014, la compañía tenía ocho cruceros boutique, cada uno de los cuales transportaba de 100 a 540 pasajeros. En la primavera de 2017, Silversea agregó el Silver Muse, un poco más grande (596 pasajeros), para un total de nueve buques.

## Historia
Silversea fue fundada en 1994 por una empresa conjunta formada por V-Ships (anteriormente conocido como Grupo Vlasov) de Mónaco y la familia Lefebvre de Roma. Los copropietarios habían sido anteriormente copropietarios de Sitmar Cruises. El modelo comercial de Silversea era operar barcos en la categoría de ultra lujo de suites pequeñas. Según John Bland, el presidente de Silversea en 1993-94:

Tenemos un diseño de barco diferente. Es más grande, muy navegable y muy cómodo para cruces de océano, pero lo suficientemente pequeño como para hacer las cosas que quieres que haga un pequeño barco de lujo, para llegar a pequeñas islas donde los grandes barcos no pueden ir, para viajar ríos como el Támesis.

El primer barco de Silversea, Silver Cloud, que entró en servicio en abril de 1994, fue seguido en enero de 1995 por un barco hermano, el Silver Wind. 
En septiembre de 2000, la línea lanzó Silver Shadow y Silver Whisper en enero de 2001. Ambos barcos eran versiones ampliadas de los dos barcos originales, pero transportaban unos 100 pasajeros más. En diciembre de 2009, Silversea lanzó el Silver Spirit.
El Príncipe Alberto II ha sido rebautizado como Silver Explorer para alinear los nombres bajo el tema Silver.
Se anunció el 18 de junio de 2012, que Silversea adquirió Canodros S.A., la principal compañía de turismo ecuatoriana que opera en las Islas Galápagos. La compra de la línea también incluyó el antiguo barco renacentista Galápagos Explorer II. El buque continuará su programa de cruceros previsto y continuará siendo operado por Canodros, que tiene su sede en Guayaquil, Ecuador. Canodros también continuará manejando las reservas para Galápagos Explorer II, así como las ventas y el mercadeo a través de su red establecida de compañías de viajes y operadores turísticos. Ella se trasladará a la marca Silversea Expeditions junto con Silver Explorer.  The Silver Galápagos entró en servicio en septiembre de 2013. 
El 24 de julio de 2013, la CNN emitió un informe de un crucero de Silversea, Silver Shadow falló una inspección de CDC al esconder carros de comida en cabinas de la tripulación. 
El 10 de septiembre de 2013, Silversea Cruises confirmó que agregaría un tercer buque a la marca Silversea Expeditions, Silver Discoverer, que anteriormente navegaba como Clipper Odyssey para Zegrahm Expeditions.  Silver Discoverer fue bautizado en Singapur en marzo de 2014 y zarpó en su viaje inaugural a lo largo de la costa australiana de Kimberley el 2 de abril de 2014. 
Fincantieri entregó el noveno barco de la flota, Silver Muse a Silversea Cruises el 2 de abril de 2017, en su astillero Sestri Ponente. El crucero de debut de Silver Muse zarpó el 10 de abril de 2017 en el Mediterráneo. 
El representante de la compañía, Silver Whisper, realizará un crucero mundial de 140 días en 2020. El barco partirá de Fort Lauderdale, Florida, el 6 de enero de 2020. Después de visitar 62 puertos en 32 países, Silver Whisper llegará a Ámsterdam en 25 de mayo.
El 14 de junio de 2018, se anunció que Royal Caribbean Group había comprado una participación mayoritaria en Silversea por aproximadamente 1 mil millones de $.
En diciembre de 2022, Barbara Muckerman reemplazó a Roberto Martinoli como presidente y director ejecutivo de Silversea.
El 12 de abril de 2024, se anunció que Bert Herndez reemplazó a Barbara Muckermann como presidente de Silversea Cruises.
El 14 de mayo de 2024, Silversea recibió el segundo barco de la clase Evolution, Silver Ray , en Eemshaven, Países Bajos, dos días antes de lo planeado, con un viaje inaugural programado para el 15 de junio desde Lisboa, Portugal.

## Flota actual
| Buque                | Año de construcción | Astillero                                             | En servicio para Silversea | Tonelaje      | Bandera | Notas | Imagen          |
| -------------------- | ------------------- | ----------------------------------------------------- | -------------------------- | ------------- | ------- | --- | --------------- |
| Silver Shadow        | 2000                | Francisco Visentini (casco) T. Mariotti (terminación) | 2000–presente              | 28.258        | Bahamas | | Silver Shadow   |
| Silver Whisper       | 2001                | Francisco Visentini (casco) T. Mariotti (terminación) | 2001–presente              | 28.258        | Bahamas | | Silver Whisper  |
| Silver Spirit        | 2009                | Fincantieri                                           | 2009–presente              | 39.519        | Bahamas | Originalmente 36.000 toneladas. Ampliado en marzo de 2018.                                                                                         | Silver Spirit   |
| Silver Muse          | 2017                | Fincantieri                                           | 2017–presente              | 40.844        | Bahamas | El barco más grande construido para Silversea | Silver Muse     |
| Silver Moon          | 2020                | Fincantieri                                           | 2020–presente              | 40.844        | Bahamas | Barco hermano del Silver Muse, colocado el 15 de febrero de 2019                                                                                   |                 |
| Silver Dawn          | 2021                | Fincantieri                                           | 2021–presente              | 40.844        | Bahamas | Buque gemelo de Silver Moon |                 |
| Silver Nova          | 2023                | Meyer Werft                                           | 54.700                     | 728 pasajeros | Bahamas | La construcción comenzó el 18 de noviembre de 2021 Silver Evolution series                                                                         |                 |
| Silver Ray           | 2024                | Meyer Werft                                           | 54.700                     | 728 pasajeros | Bahamas | La construcción comenzó el 23 de noviembre de 2022. Fue puesta en servicio el 24 de febrero de 2024 de Eemshaven. Salió del astillero el 21. abril |                 |
| Buques de expedición |                     |                                                       |                            |               |         | |                 |
| Silver Cloud         | 1994                | Francisco Visentini (hull) T. Mariotti (completion)   | 1994–presente              | 16.800        | Bahamas | Transferido a la flota de expedición en 2017 |                 |
| Silver Wind          | 1995                | Francisco Visentini (hull) T. Mariotti (completion)   | 1995–presente              | 16.800        | Bahamas | Transferido a la flota de expedición en 2021 |                 |
| Silver Explorer      | 1989                | Rauma-Repola                                          | 2008–presente              | 6.072         | Bahamas | Dejará Silversea en septiembre de 2023 para unirse a la línea de cruceros de expedición Exploris                                                   | Silver Explorer |
| Silver Origin        | 2020                | Shipyard De Hoop, Países Bajos                        | 2020–presente              | 6.365         | Ecuador | Primer barco de expedición especialmente diseñado para Silversea Cruises                                                                           |                 |
| Silver Endeavour     | 2021                | MV Werften                                            | 2022–presente              | 20.449        | Bahamas | Anteriormente llamado Crystal Endeavor |                 |